# Cropped

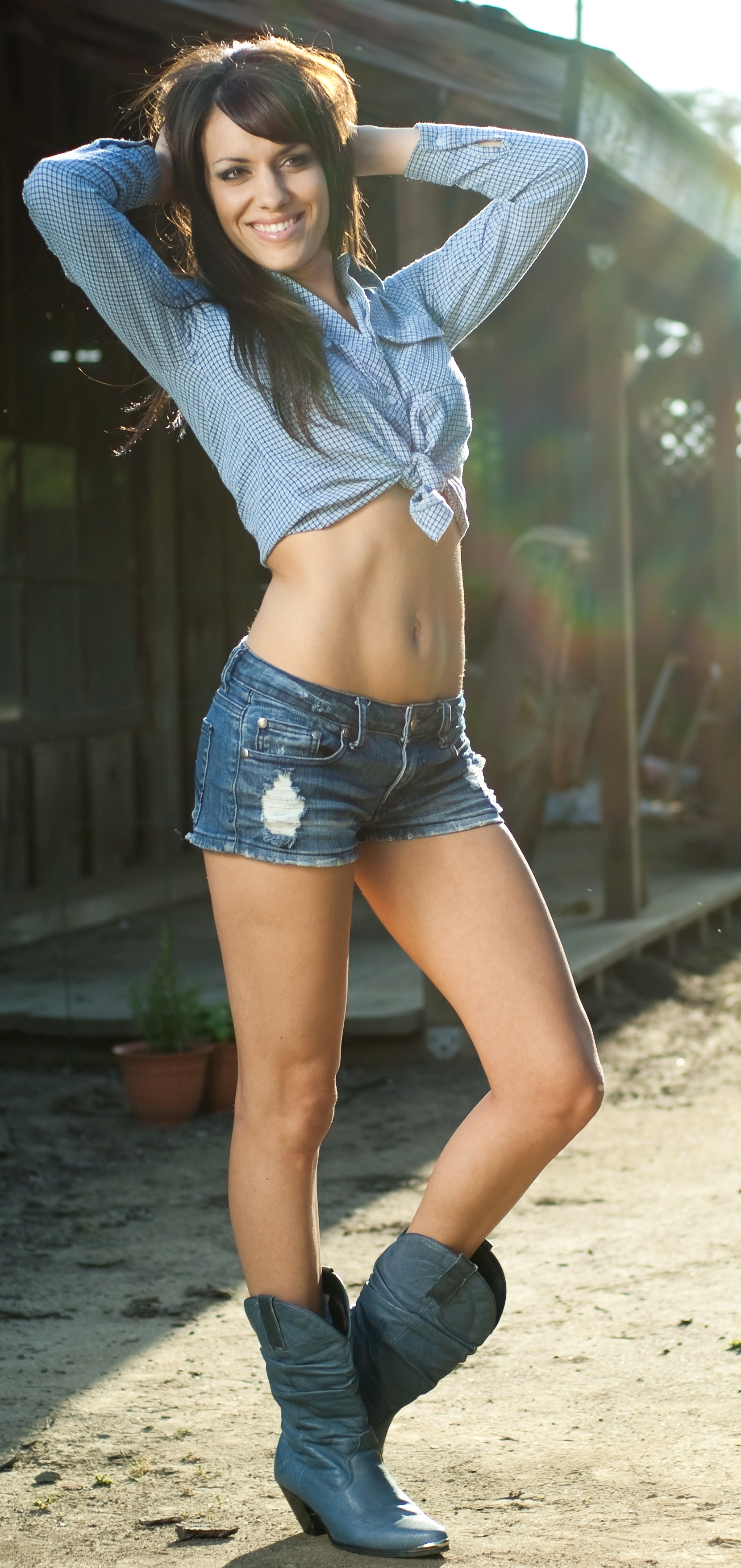
Short jeans e top cropped.

Cropped é uma roupa sem gola e sem mangas envolve a parte superior do tronco.A palavra cropped é um estrangeirismo advindo da língua inglesa e significa cortada em português, pois parece uma blusa feminina que foi cortada num comprimento mais curto. Sendo que o comprimento do cropped normalmente, varia entre dois dedos abaixo do busto até a altura da cintura.

## História
No início do século XX, muitos modelos de cropped já podiam ser vistos tanto para homens como  mulheres mais ousados da época. Nas décadas de 30 e 40, eles compunham os figurinos de dançarinos, além de trajes praieiros de banho.
Porém foi nos anos 80 que os cropped's passaram a ter mais visibilidade no mundo da moda. Com o aumento do estilo de vida mais saudável, era comum encontrar homens e mulheres usando peças cortadas para se exercitarem.
Nos anos 90, as mulheres adotaram a peça para seus garda roupas, fazendo combinações principalmente entre os stylings mais hippies e descolados. Sendo mais popular na cultura pop entre celebridades como Britney Spears, Spice Girls ou Destiny's Child.

## Tipos de Cropped
- Regata
- Calça Cropped
- Jaqueta Cropped
- Top Cropped
- Cropped Ciganinha
- Camiseta Cropped

## Galeria

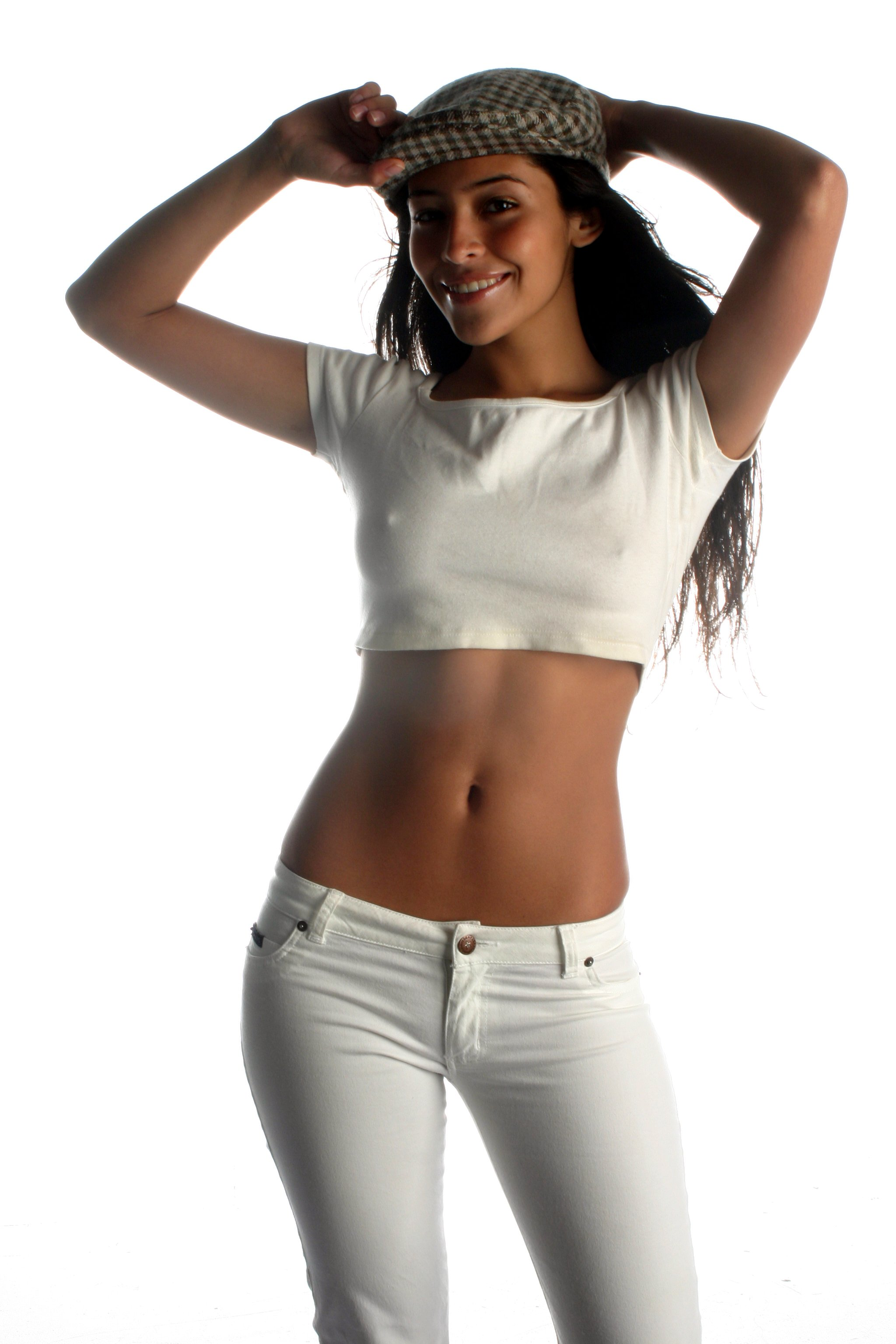
Mulher vestindo um top cropped branco
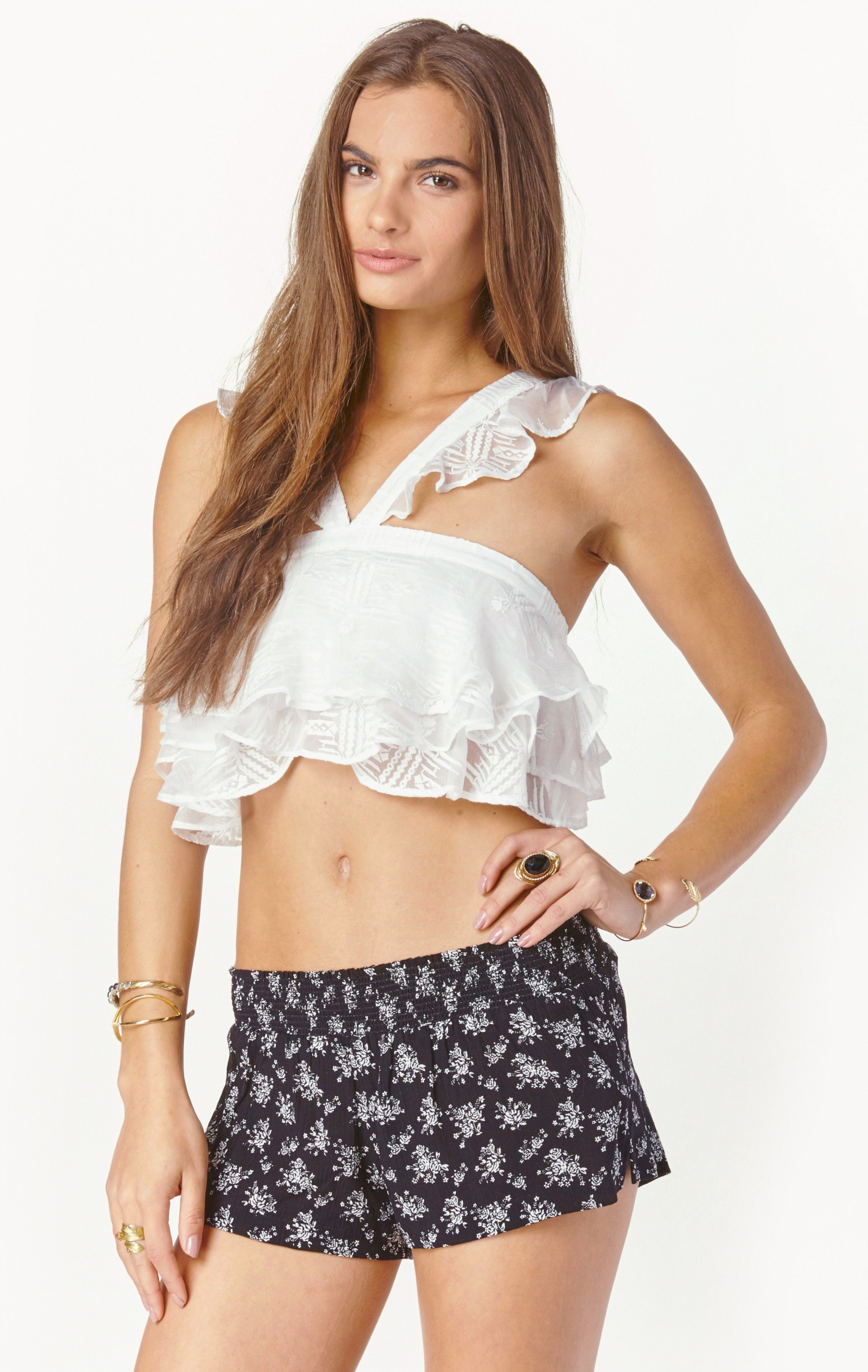
Uma modelo de top cropped
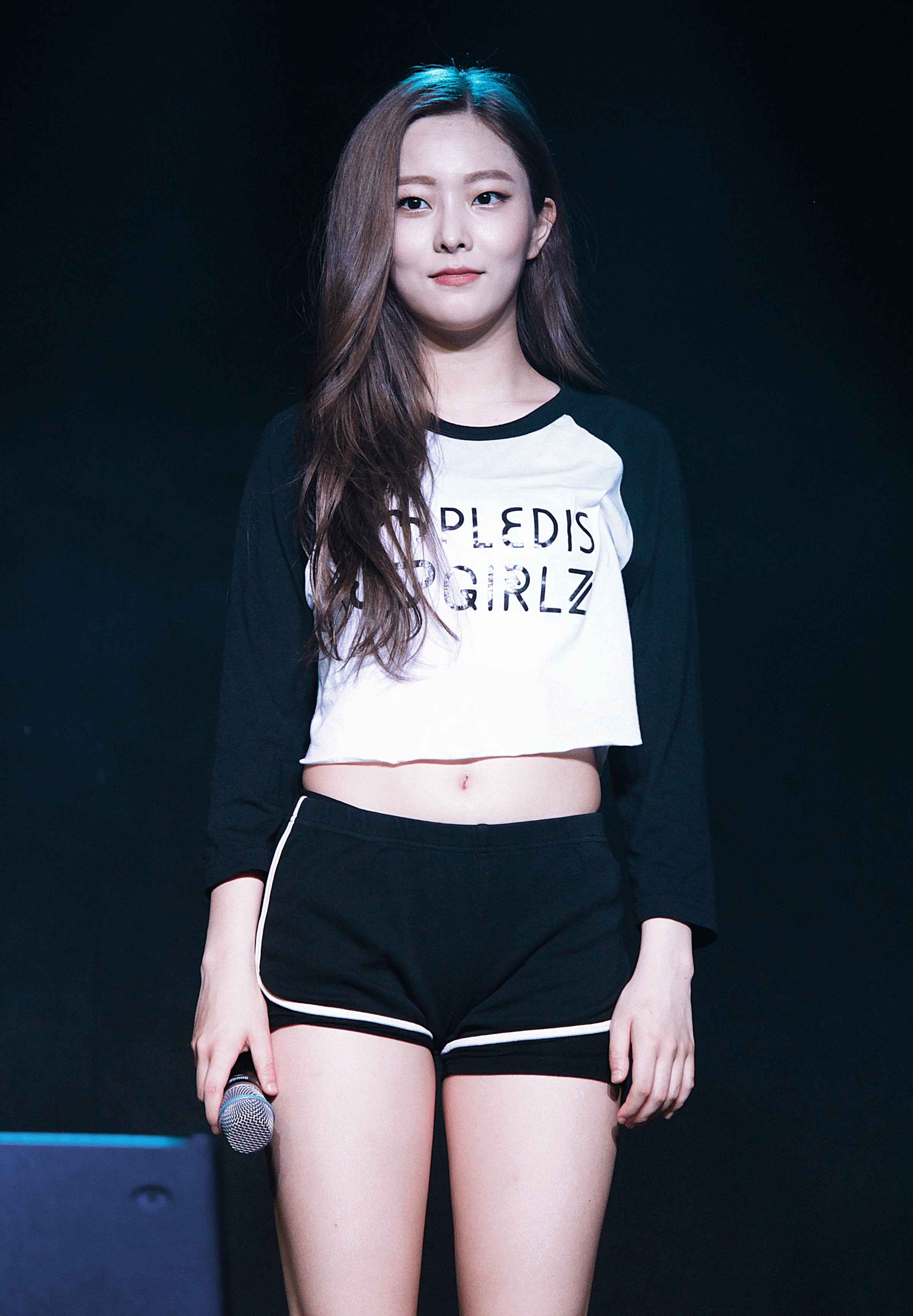
Uma mulher vestindo um cropped curto
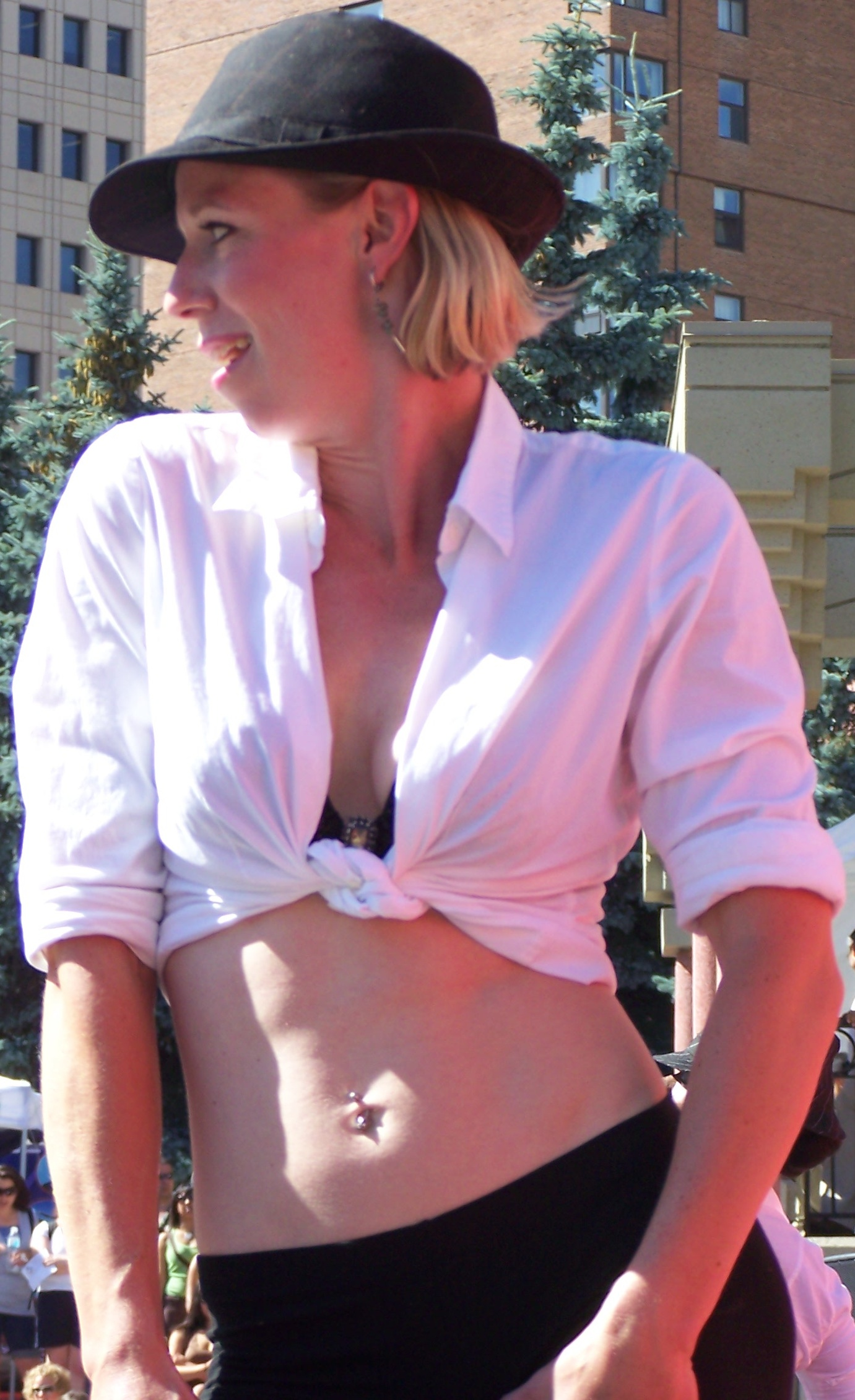
Mulher de camisa amarrada
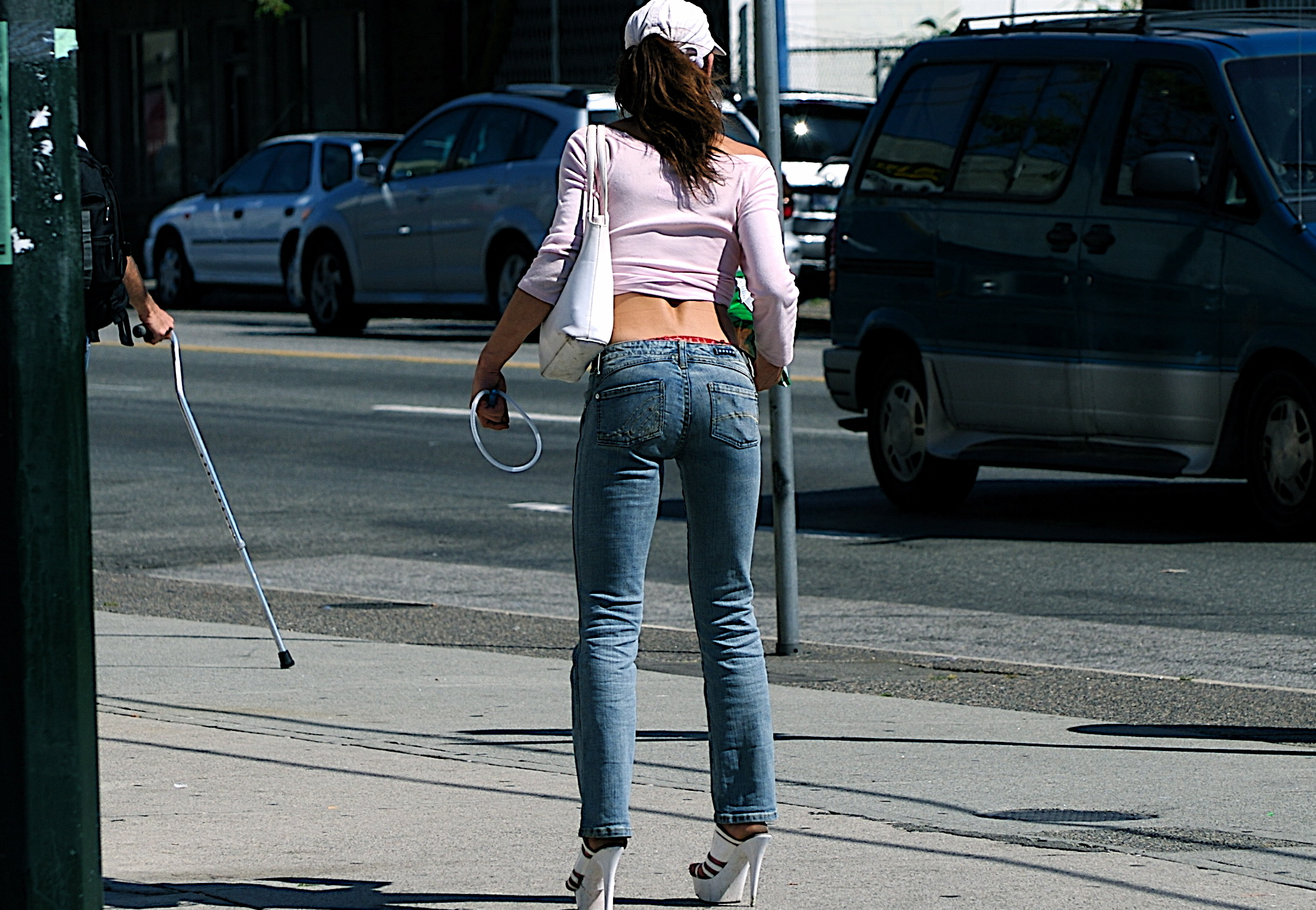
Vista traseira de uma mulher vestindo um cropped curto
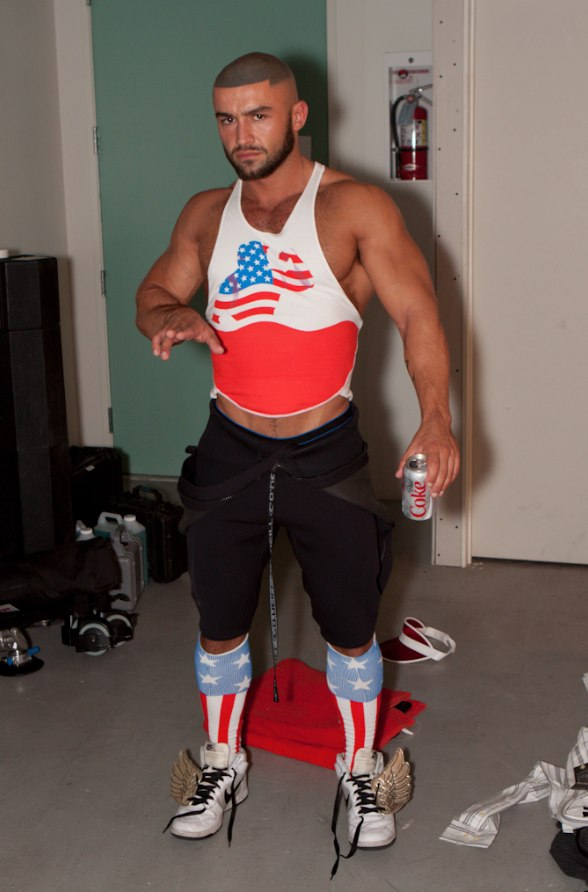
Homem com cropped modelo academia
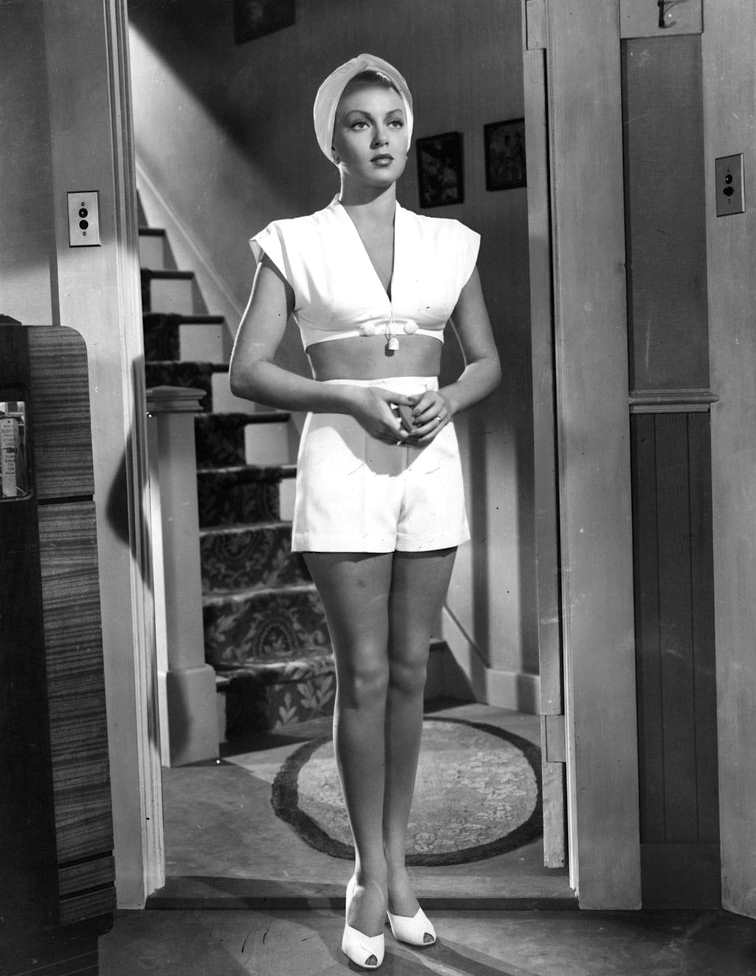
Lana Turner usando cropped 1946